# جو وايزمان هاولاند
جو وايزمان هاولاند (بالإنجليزية: Joe Wiseman Howland)‏ هو طبيب أمريكي، ولد في 21 ديسمبر 1908، وتوفي في 12 أكتوبر 1978.